# Parsec (Computerspiel)
Parsec ist ein 1982 veröffentlichtes Computerspiel für den Heimcomputer TI-99/4A des Herstellers Texas Instruments. Der Spieler muss sich seinen Weg durch Reihen feindlicher Schiffe und Hindernisse schießen, ohne dabei selbst zu oft zerstört zu werden. Zu seiner Zeit galt Parsec auf dem TI-99/4A als fortschrittlich. Dazu trug seine weich ablaufende hochauflösende Grafik und die Unterstützung eines optionalen Moduls zur Sprachsynthese bei. Entwickelt wurde das Spiel von Jim Dramis und dem Praktikanten Paul Urbanus.

## Ziel
In Parsec steuert der Spieler ein Raumschiff durch 16 verschiedenfarbige Level (Spielstufen). Die Spielszene wird durch eine futuristische Planetenlandschaft vor einem Sternenhimmel bestimmt, die von rechts nach links am Spieler vorbeizieht. Die Wahl einer an die Raumfahrt und an Science-Fiction angelehnten Szene ist typisch für die 70er- und 80er-Jahre, die noch von den frühen Erfolgen der Raumfahrt geprägt waren. Das Ziel des Spiels ist es, möglichst lang dem Abschuss durch feindliche Raumschiffe zu entgehen oder anderen fliegenden Objekten auszuweichen. Dabei verteidigt sich das kleine Schiff des Spielers mit einem Laser-Strahl, der zum Schutz vor Überhitzung nur sparsam eingesetzt werden kann.

## Spielverlauf
Das Raumschiff des Spielers wird durch drei verschiedene passive und drei aktive Gegner bedroht, die jeweils im Wechsel auftreten. Der Spieler kann gegnerische Spielfiguren nur abschießen, um sich zu schützen und um im Spiel fortzufahren.
Die passiven Gegner werden als fremde Schiffe, Untertassen und Asteroiden bezeichnet und können mit dem Schiff des Spielers nur kollidieren. Die aktiven Gegner werden als Urbites, Dramites und Bynites bezeichnet, können selbst schießen und den Spieler verfolgen. Die Bezeichnungen waren von den Namen der Spiele-Entwickler Dramis und Urbanus und dem Chef der Computerabteilung Don Bynum abgeleitet. Paul Urbanus unterzeichnete Beiträge im Internet bis ins Jahr 2005 mit "urbite". In späteren Leveln erscheinen noch eine zufällige Anzahl Killer-Satelliten, die sich ähnlich wie die anderen aktiven Gegner verhalten, aber noch schneller reagieren. Bynites werden nach einem Treffer unsichtbar, feuern jedoch trotzdem weiter auf den Spieler, bis dieser wiederholt getroffen hat. Während des Fluges verliert der Spieler Sprit, welcher in einem engen Tunnel nachgetankt werden muss. Um dabei nicht an den kantigen Felsvorsprüngen zu zerschellen, kann der Spieler über die Tastatur des Rechners drei Geschwindigkeitsstufen (LIFT 1 bis LIFT 3) einstellen, die die Navigation erleichtern.

## Details
Verglichen mit anderen frühen Spielen für den TI-99/4A, die ihre Spielszenen lediglich aus Sonderzeichen zusammensetzten, galt Parsec als grafisch fortgeschritten, da es den 'graphics-2'-Modus des im Computer verbauten TMS9918A-Grafikchips verwendet. Dies erlaubte ein weiches, pixelweises Scrolling über eine sich endlos fortsetzende, zufällig erzeugte Landschaft. In dieser Landschaft, in der sich stilisierte Felsen, gegnerische Schiffe und das Unternehmenslogo von Texas Instruments wiederfinden, verewigten sich auch die Entwickler durch Einbau ihrer Initialen.
Eine weitere Besonderheit war die softwareseitige Unterstützung eines optional erhältlichen Hardware-Sprachsynthesizers, der den Spieler durch Ansagen und Kommentare unterstützt, die für den Spielverlauf jedoch nicht zwingend notwendig sind. Ganz besonders war dabei, dass bei Parsec erstmals die Sprachausgabe nicht mit der üblichen Männerstimme, sondern mit einer Frauenstimme erfolgte.
Die Tatsache, dass sich unterschiedliche Level im Wesentlichen nur durch die Farbgebung und den Schwierigkeitsgrad unterscheiden, muss vor dem Hintergrund gesehen werden, dass ein Spiel zusammen mit der Spielelogik, den Grafiken und den Audio-Effekten in den Speicher eines Moduls passen musste. Dieser war, ebenso wie der verfügbare Hauptspeicher des Rechners selbst, nur einige Kilobyte groß.

## Ansagen des (optionalen) Sprachsynthesizers
- "Press fire to begin."
- "Alert! Alien craft advancing!"
- "Alert! Ships attacking!"
- "Nice shooting."
- "Great shot, pilot!"
- "Laser on target."
- "Enemy destroyed."
- "Extra ship"
- "Warning! Time to refuel."
- "Congratulations" (Beim Tanken)
- "Nice flying." (Nach Verlassen des Tanktunnels)
- "Caution! Asteroid belt"
- "Countdown… 5… 4… 3… 2… 1… Advance to next level."